# 枚方市立平野小学校
枚方市立平野小学校（ひらかたしりつ ひらのしょうがっこう）は、大阪府枚方市招提中町一丁目にある公立小学校。
枚方市で44番目の公立小学校として、1981年に枚方市立招提小学校および枚方市立殿山第二小学校から分離開校した。

## 沿革
当時（1980年5月）48学級を有し、プレハブ校舎が8教室あった枚方市立招提小学校と、同じく39学級を有し、プレハブ校舎が4教室あった枚方市立殿山第二小学校の過密解消を目的に建設された。
- 1981年4月1日 - 枚方市立平野小学校として開校。枚方市立招提小学校より児童を編入し、招提小学校内に仮校舎を設置。
- 1981年5月30日 - 現在地に校舎が完成し、移転。
- 1981年6月1日 - 枚方市立殿山第二小学校より児童を編入し、現在地での授業を開始。この日を創立記念日とする。
- 1982年1月30日 - 開校記念式典を実施。校歌・校章制定。
- 2003年 - 文部科学省・国立教育政策研究所より、図画工作科の研究校に指定される（2004年度までの2年間）。

## 通学区域
- 枚方市 招提中町1丁目、招提中町2丁目（一部）、招提平野町（一部を除く）、招提南町1丁目、招提南町2丁目（一部）、東牧野町、牧野本町1丁目（一部）、牧野本町2丁目。

卒業生は枚方市立招提中学校へ進学する。

## 交通
- 京阪バス 招提中町バス停。
- 京阪本線 牧野駅 南西へ約1.8km。